# Don't Go (Yazoo)
Don't Go is een nummer van de Britse synthpopband Yazoo. Het is de tweede single van hun debuutalbum Upstairs at Eric's uit 1982. Het nummer werd op 2 juli dat jaar eerst in het Verenigd Koninkrijk en Ierland op single uitgebracht. Op 6 juli volgden Australië, Nieuw-Zeeland, de VS en Canada en op 1 augustus het Europese vasteland en Zuid-Afrika.

## Achtergrond
De plaat werd een grote hit in Europa, Australië, Nieuw-Zerland, de VS en Zuid-Afrika. In thuisland het Verenigd Koninkrijk behaalde "Don't Go" de 3e positie in de UK Singles Chart. In Ierland werd de 4e positie bereikt, in Zuid-Afrika de 9e, in Australië de 6e, Nieuw-Zeeland de 22e positie, in de VS de nummer 1-positie in de Hot Dance/Disco Billboard, evenals in IJsland, Zimbabwe de 9e, Duitsland de 4e, Oostenrijk de 6e, Zwitserland de 2e, Zweden de 5e en Frankrijk de 3e positie.
In Nederland werd de plaat op maandag 2 augustus 1982 door dj Frits Spits en producer-invaller Tom Blomberg in het radioprogramma De Avondspits verkozen tot de 206e NOS Steunplaat van de week op Hilversum 3 en werd een gigantische hit in de destijds drie landelijke hitlijsten op de nationale publieke popzender. De plaat bereikte in zowel de Nederlandse Top 40 als de TROS Top 50 de 2e positie. In de Nationale Hitparade werd de 6e positie behaald. In de Europese hitlijst op Hilversum 3, de TROS Europarade, bereikte de plaat op zondag 24 oktober 1982 de 2e positie.
In België bereikte de plaat de nummer 1-positie in zowel de voorloper van de Vlaamse Ultratop 50 als de Vlaamse Radio 2 Top 30. In Wallonië werd géén notering behaald.
Sinds de allereerste editie in december 1999 stond de plaat onafgebroken genoteerd in de jaarlijkse NPO Radio 2 Top 2000 van de Nederlandse publieke radiozender NPO Radio 2, met als voorlopig laatste notering een 1580e positie in 2017.

## NPO Radio 2 Top 2000
| Nummer met noteringen in de NPO Radio 2 Top 2000 | '99 | '00 | '01 | '02 | '03  | '04  | '05  | '06  | '07  | '08  | '09  | '10  | '11  | '12  | '13  | '14  | '15  | '16  | '17  |
| ------------------------------------------------ | --- | --- | --- | --- | ---- | ---- | ---- | ---- | ---- | ---- | ---- | ---- | ---- | ---- | ---- | ---- | ---- | ---- | ---- |
| Don't Go                                         | 925 | 722 | 786 | 782 | 1143 | 1239 | 1561 | 1498 | 1735 | 1381 | 1493 | 1710 | 1656 | 1837 | 1727 | 1543 | 1662 | 1830 | 1580 |

1. ↑  Een vetgedrukt getal geeft de hoogste notering aan.
2. ↑  Deze tabel is bijgewerkt tot en met de laatste editie (2024).